# Stefan Mücke
Stefan Mücke (West-Berlijn, 22 november 1981) is een Duits autocoureur.

## Carrière
Mücke maakte zijn autosportdebuut in het karting, voordat hij in 1998 overstapte naar het formuleracing. Dat jaar werd hij kampioen in de Formule BMW ADAC, rijdend voor Mücke Motorsport, het team van zijn vader dat eveneens in deze klasse debuteerde. In 1999 stapte hij met hetzelfde team over naar het Duitse Formule 3-kampioenschap en behaalde een podiumfinish op de Hockenheimring Baden-Württemberg, waardoor hij negende in de eindstand werd. In 2000 won hij tweemaal op de Nürburgring en op Hockenheim en verbeterde hij zichzelf naar de vijfde plaats in het klassement. In 2001 won hij wederom op de Nürburgring en op Hockenheim en stond hij in negen andere races op het podium, waardoor hij achter Toshihiro Kaneishi als tweede eindigde.
In 2002 stapte Mücke over naar de DTM, waarin hij in een Mercedes-Benz voor het Team Rosberg debuteerde. Hij bleef tot 2003 actief voor dit team, maar scoorde geen kampioenschapspunten. In 2004 stapte hij binnen de Mercedes-gelederen over naar Persson Motorsport, waar hij op de Adria International Raceway met een zevende plaats zijn eerste puntenfinish behaalde. Hierdoor werd hij vijftiende in het eindklassement. In 2005 keerde hij terug naar Mücke Motorsport en was een zevende plaats in de seizoensopener in Hockenheim zijn beste resultaat, waardoor hij met drie punten achttiende in het kampioenschap werd. In 2006, zijn laatste jaar in de klasse, was een vierde plaats op de Norisring zijn beste race-uitslag en werd hij met zeven punten twaalfde.
In 2007 maakte Mücke de overstap naar de sportwagens en kwam hij voor het team AllInkl.com Racing in een Lamborghini Murciélago uit in de FIA GT. Hij won samen met Christophe Bouchut de seizoensopener op het Zhuhai International Circuit en werd tiende in het kampioenschap. Tevens reed hij in de Le Mans Series en in de 24 uur van Le Mans samen met Jan Charouz en Alex Yoong voor Charouz Racing System. In 2008 bleef hij in dit laatste kampioenschap actief voor Charouz, voordat hij in 2009 overstapte naar Aston Martin Racing. Samen met Charouz en Tomáš Enge won hij de races op het Circuit de Catalunya en de Nürburgring en stond hij in alle andere races op het podium, waardoor hij gekroond werd tot kampioen in de LMP1-klasse.
In 2010 keerde Mücke terug naar de FIA GT, dat was hernoemd naar de FIA GT1, waar hij met Christoffer Nygaard voor het team Young Driver AMR reed. In 2011 werd hij samen met Darren Turner tweede in het kampioenschap, mede door een zege op het Goldenport Park Circuit.

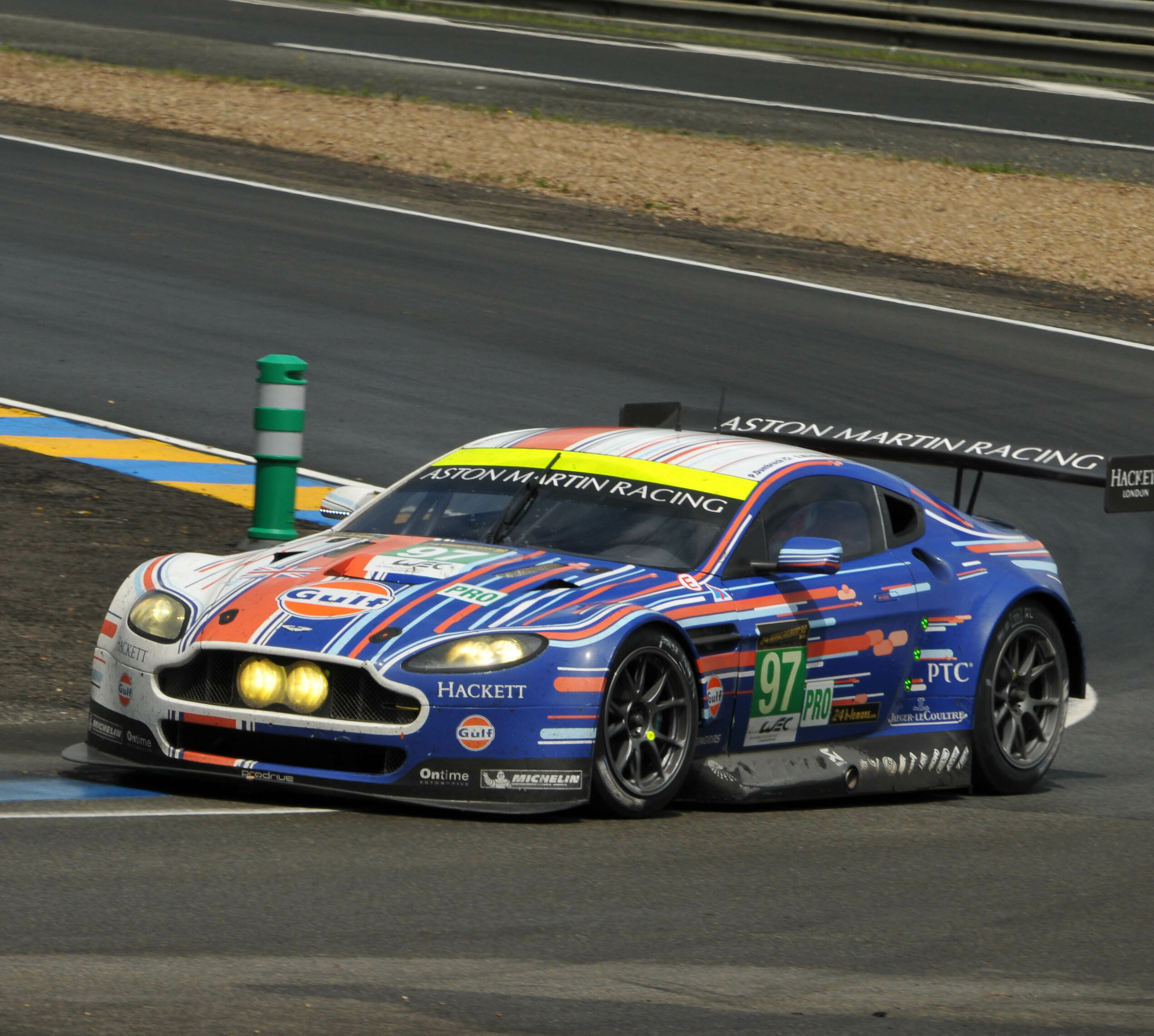
Stefan Mücke tijdens de 24 uur van Le Mans in 2013.

In 2012 stapte Mücke over naar het nieuwe FIA World Endurance Championship (WEC), waar hij samen met Turner en Adrián Fernández voor Aston Martin Racing in de LMGTE Pro-klasse uitkwam. Hij won de seizoensfinale, de 6 uur van Shanghai. In 2013 kreeg zijn klasse een eigen klassement. Turner was zijn enige vaste teamgenoot, terwijl de derde coureur van het team regelmatig vervangen werd. Hij won de 6 uur van Silverstone, de 6 uur van Fuji en de 6 uur van Shanghai en werd met 125,5 punten derde in het eindklassement. Dat jaar won hij ook de titel in de GT3-klasse van het Aziatisch GT-kampioenschap.
In 2014 reed Mücke wederom met Turner in het WEC, waar hij zegevierde in de 6 uur van het Circuit of the Americas en de 6 uur van São Paulo. Met 102 punten werd hij vijfde in de eindstand. In 2015 reed hij oorspronkelijk met Turner en Rob Bell, voordat hij werd vervangen door Jonathan Adam. Later keerde hij terug als eenmalige vervanger van Richie Stanaway en als teamgenoot van Fernando Rees en Alex MacDowall in een andere auto van het team. Met 34 punten werd hij achttiende in het klassement.
In 2016 stapte Mücke binnen de LMGTE Pro-klasse van het WEC over naar het Ford Chip Ganassi Team UK, waar hij samen met Olivier Pla en Billy Johnson een team vormde. Hij won de 24 uur van Le Mans en werd met 118 punten vierde in het eindklassement. In 2017 behaalde hij enkel een podiumplaats in de 6 uur van Spa-Francorchamps en zakte hij met 95 punten naar de achtste plaats in de eindstand. In het seizoen 2018-2019 won hij de seizoensopener, de 6 uur van Spa-Francorchamps, en stond hij ook in de 24 uur van Le Mans op het podium. Met 88 punten werd hij vijfde in het kampioenschap.
In 2019 kwam Mücke uit in de ADAC GT Masters, waar hij samen met Nikolaj Rogivue voor BWT Mücke Motorsport reed. Een tiende plaats op de Sachsenring was zijn beste resultaat en hij eindigde met 15 punten op plaats 29 in het klassement. In 2020 deelde hij de auto met Ricardo Feller en was een zevende plaats op de Motorsport Arena Oschersleben zijn beste race-uitslag. Met 32 punten eindigde hij op plaats 25 in het kampioenschap. In 2022 kwam hij uit in de DTM Classic Cup, waar hij de titel in zowel de 1-klasse als de KL1-klasse won.